# Sóstói Stadion
Il Sóstói Stadion è stato uno stadio situato a Székesfehérvár, in Ungheria. Ha ospitato dal 1967 al 2015 le partite casalinghe della squadra di calcio del Videoton, oggi conosciuto come Fehérvár e, nella stagione 1997-1998, anche le partite casalinghe del Gázszer Football Club.

## Incontri Internazionali

### Finali di Coppa UEFA
- Videoton 0-3  Real Madrid (andata, 8 maggio 1985).